# カメリーノ
カメリーノ（伊: Camerino）は、イタリア共和国マルケ州マチェラータ県にある、人口約6,200人の基礎自治体（コムーネ）。

## 地理

### 位置・広がり
マチェラータ県のコムーネ。県都マチェラータから西南西へ36kmの距離にある。

#### 隣接コムーネ
隣接するコムーネは以下の通り。
- カルダローラ
- カステルライモンド
- フィアストラ
- ムッチャ
- ピオーラコ
- セフロ
- セッラペトローナ
- セッラヴァッレ・ディ・キエンティ
- ヴァルフォルナーチェ

### 気候分類・地震分類
カメリーノにおけるイタリアの気候分類 (it) および度日は、zona E, 2481 GGである。
また、イタリアの地震リスク階級 (it) では、zona 2 (sismicità media) に分類される。

## 歴史

### 2016年の地震
2016年の地震で被害を受けた。

## 行政

### 分離集落
カメリーノには、以下の分離集落（フラツィオーネ）がある。
- Agnano, Arcofiato, Arnano, Campolarzo, Canepina, Capolapiaggia, Casale, Caselle, Cignano, Colle Altino, Costa San Severo, Letegge, Leteggiole, Mecciano, Merganano Sant'Angelo, Mergnano San Pietro, Mergnano San Savino, Mistrano, Morro, Paganico, Palentuccio, Paterno, Perito, Pian d'Aiello, Pianpalente, Piegusciano, Polverina, Pontelatrave, Ponti, Pozzuolo, Rocca d'Aiello, Sabbieta Alta, San Luca, San Marcello, Santa Lucia, Sant'Erasmo, Sellano, Sentino, Selvazzano, Sfercia, Statte, Strada, Torrone, Tuseggia, Valdiea, Valle San Martino, Valle Vegenana, Varano